# Ансон, Патрик, 5-й граф Личфилд
Томас Патрик Джон Ансон, 5-й граф Личфилд  (англ. Patrick Anson, 5th Earl of Lichfield; 25 апреля 1939 — 11 ноября 2005) — английский дворянин и фотограф из семьи Ансон. Унаследовал графский титул Личфилд в 1960 году от своего деда по отцовской линии. В своей профессиональной практике был известен как Патрик Личфилд.

## Биография
Родился 25 апреля 1939 года. Единственный сын подполковника Томаса Уильяма Арнольда Ансона, виконта Ансона (1913—1958), старшего сына и наследника Томаса Эдварда Ансона, 4-го графа Личфилда (1883—1960). Его матерью была Анна Боуз-Лайон (1917—1980), племянница королевы Елизаветы, королевы-матери . Его родители развелись в 1948 году, и его мать впоследствии стала принцессой Анной Датской после её повторного брака с принцем Георгом Датским в 1950 году. У него была сестра, Элизабет Джорджиана (1941—2020), которая вышла замуж за сэра Джеффри Адама Шакерли, 6-го баронет Шакерли.
Получил образование в двух независимых школах-интернатах: школе Уэлсли-хаус в прибрежном городе Бродстерс в графстве Кент и школе Харроу в Харроу-он-Хилл на северо-западе Лондона, за которой следовала Королевская военная академия Сандхерст.

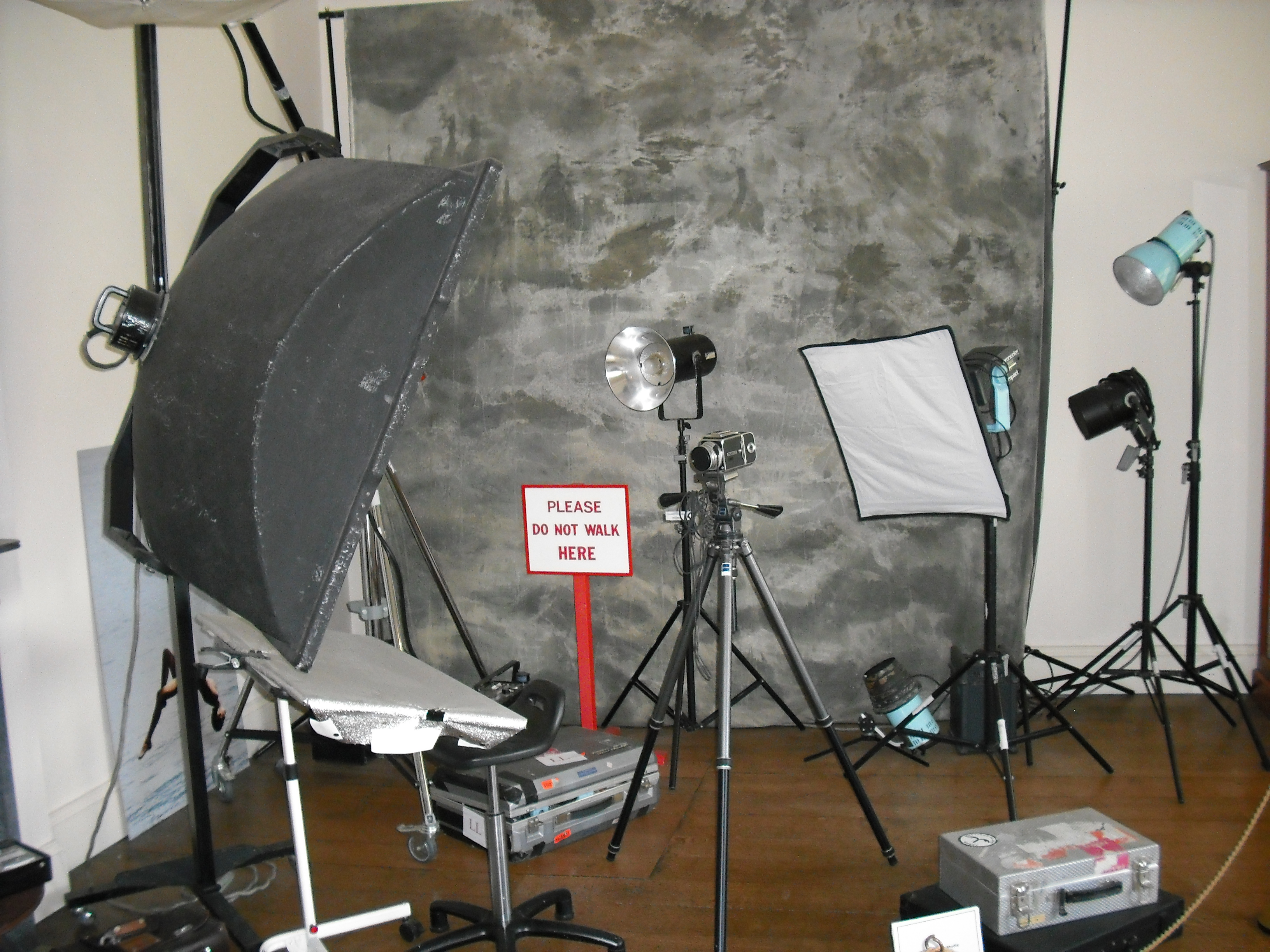
Часть выставки работ Личфилда в Шагборо-холле.

Поступил на службу в Гренадерскую гвардию в 1959 году. Покинув армию в 1962 году, он начал работать помощником фотографа и заработал себе репутацию, отчасти благодаря доступу к королевской семье. Его выбрали для официальных фотографий свадьбы принца и принцессы Уэльских в 1981 году, и впоследствии он стал одним из самых известных фотографов Великобритании. С 1999 года он был пионером цифровой фотографии как профессионального стандарта. Королева Елизавета II и герцог Эдинбургский выбрали его для официальных фотографий её золотого юбилея в 2002 году.
В 2003 году сыграл эпизодическую роль в медицинском драматическом сериале BBC «Несчастный случай», рассказывающем о сборе денег для нуждающихся детей. Он также сыграл эпизодическую роль в британском ситкоме «Сохраняя внешний вид», появившись в эпизоде "Морская лихорадка" в качестве пассажира на «Королеве Елизавете II».
Проживал в квартире в бывшем семейном особняке Шугборо-Холл, недалеко от Кэннок-Чейз в Стаффордшире. В 1960 году он передал поместье Национальному фонду взамен налога на наследство, возникшего в связи со смертью его деда.

## Брак и дети

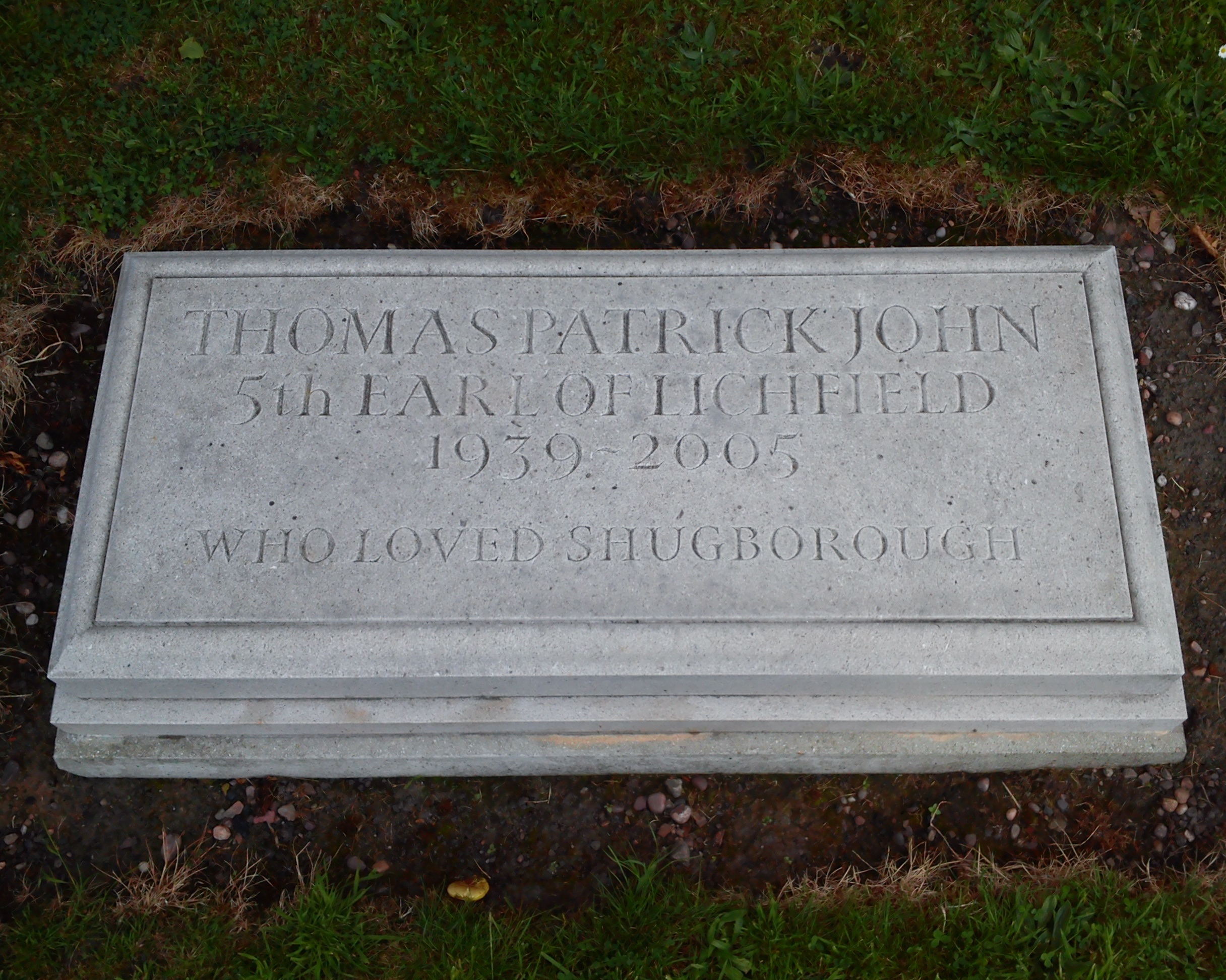
Мемориальный камень возле приходской церкви Колвича, установленный леди Аннунциатой Асквит.

8 марта 1975 года Личфилд женился на леди Леоноре Гросвенор (род. 1 февраля 1949), старшей дочери Роберта Гросвенора, 5-го герцога Вестминстерского, и достопочтенной Виолы Литтелтон. Они развелись в 1986 году. Графиня Личфилд больше не выходила замуж и сохранила свой титул. У неё и графа были сын и две дочери:
- Леди Роуз Мериэл Маргарет Ансон (род. 27 июля 1976), крестница принцессы Маргарет[6].
- Томас Уильям Роберт Хью Ансон, 6-й граф Личфилд (род. 19 июля 1978); он женился на леди Генриетте Конингем, дочери Генри Конингема, 8-го маркиза Конингема, в декабре 2009 года. У них двое сыновей.
- Леди Элоиза Энн Элизабет Ансон (род. 1981), в 2013 году она вышла замуж за Луи Александра Филипа Уэймута. У них двое детей.

Последним партнёром Личфилда была биограф леди Аннунциата Асквит (род. 1948), дочь Джулиана Асквита, 2-го графа Оксфорда и Асквита.

## Смерть

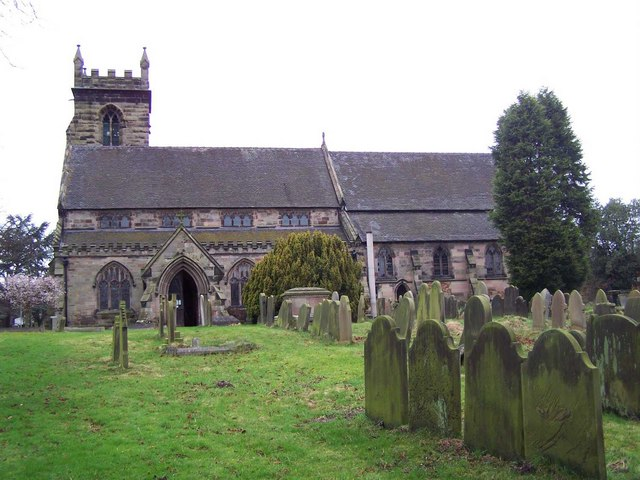
Святой Михаил и все ангелы, Колвич

10 ноября 2005 года лорд Личфилд перенес обширный инсульт и умер на следующий день в больнице Джона Рэдклиффа в Оксфорде. Ему было 66 лет. Его похороны состоялись 21 ноября в церкви Святого Михаила и всех ангелов в Колвиче, Стаффордшир, где он был похоронен в семейном склепе.
В квартире Личфилда в Шагборо теперь находится выставка его работ, а также воссозданная его студия.